# Kill Van Kull

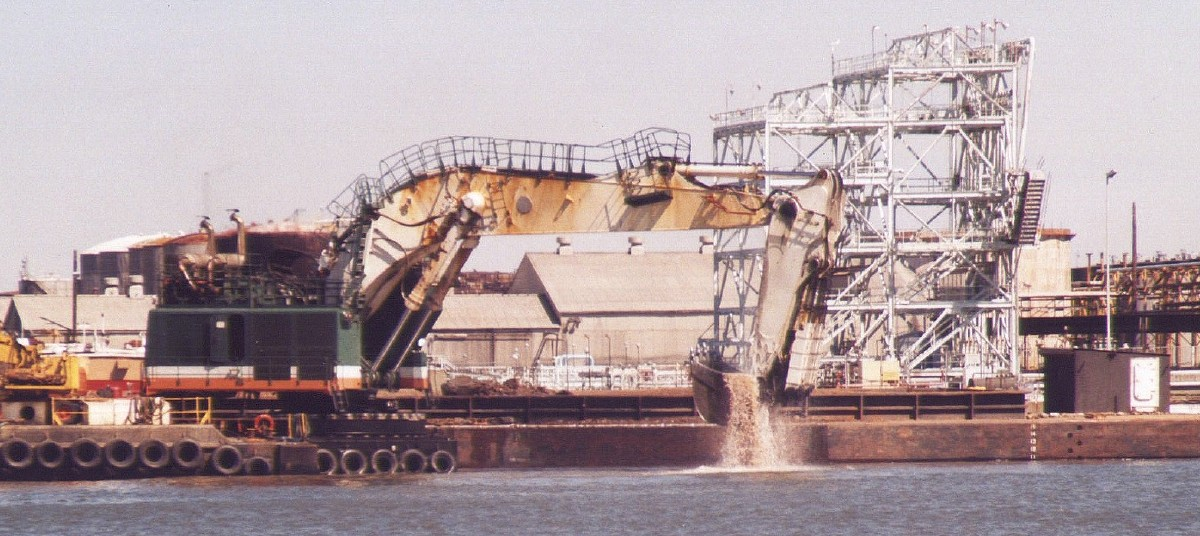
De vaargeul van de Kill Van Kull wordt uitgediept tot een diepte van 15 meter door de United States Army Corps of Engineers.

De Kill Van Kull is een zeestraat met een lengte van bijna 5 kilometer en een breedte van ongeveer 300 meter tussen Staten Island, New York en Bayonne, New Jersey. De zeestraat verbindt de Upper New York Bay met de Newark Bay.
De Kill van Kull is een van de drukste waterwegen in de haven van New York en New Jersey. Containerschepen varen via de Kill Van Kull naar de Port Newark-Elizabeth Marine Terminal en Howland Hook Marine Terminal.
Om de steeds groter wordende zeeschepen te kunnen toelaten wordt de vaargeul van de Kill Van Kull uitgediept tot een diepte van 15 meter door de United States Army Corps of Engineers. Hierbij is het nodig de rotsbodem met explosieven op te blazen.
De Bayonne Bridge overspant de Kill Van Kull en biedt een verbinding van Staten Island naar Jersey City, de Holland Tunnel, en Manhattan. 

## Etymologie
De naam Kill van Kull stamt uit de tijd dat de Nederlanders de kolonie Nieuw-Nederland hadden opgericht. Het woord Kill is afgeleid van het Nederlandse woord kil. Kull is afgeleid van het Frans col, of bergpas. Achter Kol was het gebied achter Bergen Hill aan de baai van Newark.